# Miroslav Hanuš
Miroslav Hanuš (15. května 1907 Břevnov – 26. září 1995 Chrudim) byl český učitel a spisovatel.

## Životopis
Narodil se v Břevnově do rodiny pekaře Bohuslava Hanuše. Vystudoval v letech 1926–1931 Filozofickou fakultu Karlovy university, kde studoval dějiny umění, filozofii a historii. Po studiích pracoval jako učitel na gymnáziu. Nejdříve v letech 1933–1937 na severní Moravě, od roku 1937 až do své penze v Chrudimi, kde také zemřel.

## Dílo
Miroslav Hanuš se nikdy nepřihlásil k nějakému programu, ani se jinak nezapojil do dění kolem spisovatelské obce, přesto lze říci, že patří do existencialistické tvorby. Jeho próza se často zabývá psychologií jednotlivých postav. Byl autorem 24 románů a povídkových sbírek. Ohlas měly dva romány o J. A. Komenském (Osud národa) a román o polárníkovi R. E. Byrdovi (Bílá cesta mužů). Další román Já spravedlnost patří mezi fantastiku, byla to fikce o psychickém mučení Hitlera, zfilmována byla roku 1968. Z oblasti science-fiction napsal knih několik. Některé z nich byly vydány řadu let po napsání.
- Na trati je mlha 1940
- Pavel a Gertruda 1941
- Méněcennost 1942 – zpracováno jako četba na pokračování [3]
- Bílá cesta mužů 1943, o polárníkovi Byrdovi
- Petr a Kristina 1944
- O bláznivém knížeti 1944, určeno pro děti
- Příběh o pomoci 1945
- Já spravedlnost 1946
- Legenda o Tomášovi 1947
- Být zrnkem soli 1949
- Setkání na pakku 1950
- Ze světa zkamenělého slunce 1954
- Osud národa 1957 o J. A. Komenském
- Poutník v Amsterodamu 1960 o J. A. Komenském
- Jana 1963
- Čtvrtý rozměr 1968, čtveřice povídek
- Expedice Élauné 1985, SF román, předloha pro SF film Akce Bororo
- Konkláve 1994, SF román